# Компјутерски потпомогнуто дизајнирање
Дизајнирање рачунаром (енгл. computer-aided design, CAD) представља коришћење широког спектра рачунарских алата који помажу инжењерима, архитектама и осталим професионалним дизајнерима. Најчешће се користи веома напредан софтвер, али и наменски хардвер. „CAD” представља употребу компјутера (или радних станица) као помоћ при креирању, мењању, анализи или оптимизацији дизајна. „CAD” софтвер се користи за повећање продуктивности дизајнера, побољшање квалитета дизајна, побољшање размене података кроз документацију, и за креирање базе података за производњу. „CAD” излазни документ је често у форми електронских фајлова за штампање, машинску обраду, или друге производне операције. Такође се користи и термин „CADD” (који означава Компјутерски потпомогнут дизајн и израда).
Употреба овог програма при дизајнирању електронских система позната је као аутоматизација електронског дизајна (енгл. electronic design automation, EDA). При механичком дизајну познат је под називом аутоматизација механичког дизајна (енгл. mechanical design automation, MDA) или компјутерски потпомогнута израда (енгл. computer aided drafting, CAD), што укључује процес стварања техничког цртежа, употребом компјутерског софтвера.
„CAD” софтвер за механички дизајн користи графику засновану на векторима како би приказао предмете традиционалне израде или би такође могао произвести растерску графику приказавши свеобухватни изглед дизајнираних предмета. Међутим, он укључује више од самих облика. Као и у ручној изради техничких и инжењерских цртежа, „CAD” излазни документ мора пренети информације, попут информација о материјалима, процесима, димензијама и подношљивости, према конвенцијама специфичним за примену.
„CAD” се може користити за дизајнирање кривих и фигура у дводимензионалном (2D) простору; или за дизајнирање кривих, површина, тела у тродимензионалном (3D) простору.
Дизајнирање рачунаром је важна индустријска вештина која је веома много коришћена у разним апликацијама, као што су аутомобилска индустрија, бродоградња, свемирска индустрија, индустријски и архитектонски дизајн, простетика и многе друге. Такође се много користи у изради компјутерских анимација и специјалних ефеката у филмовима, рекламама и техничким упутствима који се често називају „DCC” (енгл. digital content creation, DCC) дигитално стварање садржаја. Савремена све већа присутност и снага рачунара значи да су чак и бочице парфема и течног сапуна дизајниране коришћењем технике откривеном од стране инжењенера, 1960-их. Због свог огромног економског значаја, дизајнирање рачунаром је главна погонска снага за истраживања у рачунарској геометрији, компјутерској графици и другим сложеним геометријским апликацијама. 

## Преглед „CAD” софтвера
Почетком средине шездесетих година, уз IMB систем за израду нацрта (енгл. IBM Drafting System), системи компјутерски потпомогнутог дизајна су почели поседовати више способности од просте могућности да копирају ручну израду нацрта помоћу електронске израде, разлика између трошкова и користи за компаније које би прешле на коришћење „CAD” система постала је очигледна. Предности „CAD” система над ручном израдом цртежа су способности које се данас често узимају здраво за готово, а то су: аутоматска израда материјала, аутоматско распоређивање у интегрисаним колима, провера сметњи, и многе друге. Напослетку, „CAD” је пружио дизајнеру способност извођења инфењерских прорачуна. Током овог прелаза прорачуни су и даље вршени или ручно, или су их изводили они поједници који су могли да воде рачунарске програме. „CAD” је представљао револуционарну промену у инжењерској индустрији, где су се улоге цртача, дизајнера и инжењера почеле спајати. Ова промена није елиминисала одељења, колико их је спојила и оснажила цртаче, дизајнере и инжењере. „CAD” је пример свеопштег утицаја који су компјутери почели имати на индустрију. Софтверски пакети за компјутерски потпомогнут дизајн који данас постоје варирају од дводимензионалних система израде нацрта, који се заснивају на векторима, до тродимензионалних модела, тела и површина. Модерни „CAD” пакети такође често дозвољавају преглед дизајнираног објекта из сваког жељеног угла, чак и преглед унутрашњости. Неки „CAD” софтвери пружају могућност динамичког математичког моделирања.
„CAD” технологија се користи за дизајнирање алата и машинерије и за израду нацрта и дизајнирање свих типова зграда, од мањих стамбених (кућа) до већих комерцијалних и индустријских (болница и фабрика). 
„CAD” се углавном користи за детаљно пројектовање 3D модела или 2D цртежа физичких компоненти, али се такође користи у процесима пројекотвања концептуалног дизајна и изгледа производа, кроз анализу снаге и динамичности склопова како би се одредиле методе производње компоненти. Такође се може користити за дизајнирање предмета попут накита, намештаја, уређаја итд. Потом, многе примене „CAD-а” сада нуде напредне способности превођења и анимирања, како би инжењери могли боље визуализовати дизајн својих производа. 4D „BIM” је врста виртуалне симулације пројектовања израде која укључује информације које се односе на време или распоред везане за управљање пројектом.
„CAD” је постала изузетно занчајна технологија у оквиру компјутерских потпомогнутих технологија, пружајући повластице попут нижих трошкова при развоју производа и изузетно скраћеним периодом дизајна. „CAD” омогућава дизајнерима да изложе и развију свој рад на екрану, иштампају га и сачувају за даље уређивање, тиме штедећи време на својим цртежима.

## Коришћење
Инжењери и дизајнери у свакодневном раду, између осталог, користе Компјутерски потпомогнуто дизајнирање на различите начине у зависности од професије корисника и софтвера који се користи.
Компјутерски потпомогнуто дизајнирање је једна од активности дигиталног развоја производа (енгл. digital product development, DPD) у оквиру процеса управљања животним циклусом производа (енгл. product lifecycle management, PLM). Поред тога се користи са другим интегрисаним или самосталним програмима. Неки од тих програма су:
- Компјутерски потпомогнуто инжењерство(енгл. computer-aided engineering, CAE) и метод коначних елемената(енгл. finite element analysis, FEA)
- Компјутерски потпомогнута призводња (енгл. computer-aided manufacturing, CAM) и која даје инструкције компјутерско нумеричкој контроли (енгл. computer numerical control, CNC) машина.
- Фотореалистичном рендеровању и симулацији покрета
- Управњаље датотекама и верзионисању помоћу управљања подацима о производу(енгл. product data management, PDM).

Компјутерски потпомогнуто дизајнирање се користи и за креирање фото симулација за потребе припреме извештаја утицаја на окружење, тако што се модели развијени на рачунару убацују на слике окружења да би се представио крајњи изглед те локације.
Временом се показало да је компјутерски потпомогнуто дизајнирање корисно и за инжењере. Историја конструкције се може користити како бисмо имали преглед свих функционалности модела и самим тим могли да вршимо измене само на делу модела, а не на целом. Параметри и ограничења се могу користити за одређивање величине и облика, као и других карактеристика сваког дела модела. Особине (енгл. features) се могу користити са различитим алатима за мерење, као што су затезна чврстоћа, граница еластичности, електро и електромагнене способности.
Такође, може се мерити и оптерећење, деформација или утицај одређене температуре.

## Типови
Постоји неколико различитих типова компјутерски поптомогнутог дизајнирања и сваки од њих тера корисника да размишља другачије о начину коришћења и дизајнира њихових виртуелних компоненти.
На тржишту тренутно постоји много јефтинијих произвођача 2D система, као и велики број бесплатних и open-source програма. Ови програми нам олакшавају процес цртања, без муке око позиционирања и међусобног односа величина елемената на папиру за цртање који захтева ручно цртање, док се у овим програмима исправке могу лако одрадити у ходу.
3D wireframe је додатак 2D цртању (данас се све ређе користи). Свака линија мора бити ручно унета на цртеж. Крајњи производ нема опцију за подешавање масе или директно додавање функционалности, као што су рупе.
3D dumb solids су направљени како би се у њима могло манипулисати моделима слично као у стварном свету (данас се све ређе користе). Основним 3D облицима (призме, цилиндри, сфере и др.) се додаје или одузима маса као што је случај и код спајања и сечења објеката у стварности. 2D приказ се лако кможе добити из модела. Овај алат не долази са опцијом омогућавања померања модела, ограничавања кретања модела или идентификовање сметњи међу моделима.
Постоје два типа 3D solid моделовања:
- Параметарско моделовање
- Експлицитно моделовање

## Texнологија
Првобитни софтвер компјутерски потпомогнуто дизајниране системе је био развијен помоћу компјутерских језика као што су Фортран, Алгол али са напретком форме објектно-оријентисаног програмирања, у потпуности се мења. Типични савремени параметарски базирани моделери и површински системи слободне површине изграђени су око одређеног броја кључних Ц модула са сопственим АПИ-јем.Компјутерски потпомогнуто дизајнирани системи могу бити представљени као изграђени од интеракције графичког корисничког интерфејса (ГУИ) са НУРБС геометријом или са граничним представљањем (Б-реп) података преко геометријског моделовања језгра. Геометријска ограничења мотора могу такође бити упослени за управљање удружених веза у геометрији, као на пример геометријски жичани модел на скици или делови асемблера.
Неочекиване способности ових удружених веза су довеле до новог облика прототипа који се назива дигитални прототип. За разлику од физичких прототипа који подразумевају време производње у дизајну. Тако говорећи, компјутерски потпомогнуто дизајнирани модели могу бити генерисани помоћу компјутера након што је физички прототип скениран помоћу индустријске ЦТ машине. У зависноти од природе посла, дигитализовани или физички прототипи могу бити првобитно изабрани према специфичним потребама.
Данас, компјутерски потпомогнуто дизајнирани системи постоје за све главне платформе ((Windows, Линукс, Јуникс и Mac OS); неки пакети подржавају више платформи.
Тренутно, за већину компјутерски потпомогнуто дизајнираних софтвера није потребан посебан хардвер. Међутим, неки компјутерски потпомогнуто дизајнирани системи могу да раде графички и рачунски сложене задатке, па се препоручују савремена графичка карта, централна процесорска јединица велике брзине (и могућност вишеструке) и велике количине радне меморије.
Веза човек - машина је обично путем рачунарског миша, али такође може бити бити и путем оловке и дигитализованог графичког таблета. Понекад се манипулише на поглед на модел коришћењем миша за 3D дизајнере. Неки системи такође подржавају стереоскопске наочаре за гледање 3D модела. Технологије које су у прошлости биле ограничене на веће инсталације или посебне апликације су постале доступне широкој групи корисника. То укључује аутоматско виртуелно октужење или виртуелну стварност и интерактивне уређаје као што је технологија за сензор покрета.

## Софтвер
Компјутерски потпомогнуто дизајнирани софтвер омогућава инжењерима и архитектама да дизајнирају, прегледају и управљају инжењерским пројектима унутар интегрисаног графичког корисничког интерфејса (ГУИ) на личном рачунарском систему. Већина апликација подржава запреминско моделовање са граничним представљањем (Б-реп) и НУРБС геометријом. Геометријско моделовано језгро је софтверска компонента која обезбеђује карактеристике површинском моделирању и запреминском моделирању за компјутерски потпомогнуто дизајниране апликације.
Засновно на тржишним статистикама, комерцијални софтвер из Аутодеска, Дасаулт Системса, Сименц ПЛМ Софтвер и ПТЦ доминира индустријом за компјутерски потпомогнуто дизајнирање. Следи листа главних апликација за компјутерски потпомогнуто дизајнирање, груписаних по статистикама употребе

### Комерцијални
- Алибре Дизајн
- Аликед
- Аутокед
- Аутодеск Инвентор
- АхСтрим
- Бентли Системи - MicroStation
- CATIA
- Запремински послови
- Куботек KeyCreator
- Сименс НХ
- Сименс Запремински обод
- ПТЦ PTC Creo (раније познат као Pro/ENGINEER)
- Т - флекс кед
- SketchUp
- AgiliCity Modelur
- Турбокед
- Ајронкед
- МЕДУСА
- progeCAD
- SpaceClaim
- PunchCAD
- Rhinoceros 3D
- Варикед
- Кобалт
- Руткед
- Onshape
- Remo 3D
- „GstarCAD”. Архивирано из оригинала 09. 08. 2018. г. Приступљено 10. 08. 2018.

### 'Freeware' и софтвери отвореног кода
- Autodesk 123D
- Либрекед
- Бесплатанкед
- БРЛ-кед
- OpenSCAD
- QCad
- SolveSpace

- Autodesk 123D
- Либрекед
- Бесплатанкед
- БРЛ-кед
- OpenSCAD
- QCad
- SolveSpace

### „CAD” језгра
- Parasolid од Сименса
- АЦИС од СПАТИАЛ-а
- ShapeManager од Аутодеска
- Open Cascade
- C3D Toolkit од Ц3Д Лабс